# دیوپتر
دیوپتر (به انگلیسی: Dioptre) یک واحد اندازه‌گیری برای توان عدسی است که برابر با عکس فاصلهٔ کانونی یک عدسی برحسب متر می‌باشد.
عیوب انکساری چشم با واحدی بنام دیوپتر اندازه‌گیری می‌شود. دیوپتر نشان‌دهنده میزان تحدب یا تقعر عینک یا لنز بیمار (نمره عینک) است
هرچه میزان دوربینی یا نزدیک‌بینی بیشتر باشد، نسخه عینک، نمره بالاتری دارد.
درنزدیک‌بینی، عدسی مقعر یا واگرا و نمره عینک علامت منفی دارد و در دوربینی، عدسی محدب یا همگرا و نمره عینک علامت مثبت دارد.
دید بیماران با تابلویی شامل اندازه‌های مختلف حرف E در جهات مختلف اندازه‌گیری می‌شود. دید طبیعی چشم دید ۱۰/۱۰ است؛ یعنی چنین فردی در فاصله ۶ متری ردیف ۱۰/۱۰ را می‌بیند. دید ۵/۱۰ بدین معناست که فرد حداکثر این ردیف را از فاصله ۶ متری می‌بیند در حالیکه یک فرد طبیعی این ردیف را در فاصله ۱۲ متری می‌بینید. بعبارت دیگر فردی با دید ۵/۱۰ دارای عیوب انکساری بوده نصف یک فرد طبیعی دید دارد، این فرد نیاز به عینکی با عدسی مناسب دارد تا این عیوب انکساری او را تصحیح نماید.